# 台湾新光商業銀行

台湾新光商業銀行は、台湾の台北市信義区に本社を置く商業銀行であり、台湾大の商業銀行の一つであり、現在は台新新光金融控股公司の完全子会社となっています。
政府による金融改革によって、2002年に「新光金融控股」を設立して。
2026年6月22日、台湾新光商業銀行は台新國際商業銀行に合併されます。